# 高山哲哉
高山 哲哉（たかやま てつや、1973年8月30日 - ）は、NHKのシニアアナウンサー。

## 人物
山口県宇部市出身。私立宇部鴻城高等学校、早稲田大学文学部卒業後、1996年（平成8年）4月入局。

## 嗜好・挿話
- 28歳で『爆笑オンエアバトル』、翌年には『ポップジャム』の司会を担当するなど、若くしてエンタテインメント系の番組を数多く務めている。
- 『NHK紅白歌合戦』にも数多く関わり、30歳の時に白組司会を男性局アナとしては最年少で務めている。詳細は脚注参照[2]。
- 若者向けのラジオ番組では「てっちぃ」という愛称で親しまれた。
- 2005年12月から2006年6月まで、読売新聞夕刊に『高山哲哉のPOWER喋る』というエッセーを連載していた。
- 広島放送局ではニュースワイドや討論番組のキャスターを中心に、『いのちのうた』など地域色の強い単発の音楽番組の司会も担当。地上デジタル推進大使として普及に努めたほか、ラジオバラエティーの番組パーソナリティーなど幅広く活動してきた。
- 「テレビを見るのは1日1時間までで、チャンネル権は父が持つ」という家庭の中で、ラジオが楽しみの一つだった。テレビの音声が聞けるラジカセを使って、聴こえて来た『PAO〜N ぼくらラジオ異星人』（KBCラジオ）にはまってリスナーになり、『PAO〜N』を頻繁に採り上げていた雑誌『ラジオパラダイス』もよく読んでいた[3]。
- 私生活では、2015年4月時点で5歳と生後5か月の2児の父親である[4]。
- 好きな食べ物は、松葉ガニ。

## 現在の担当番組
- まんまる（NHKラジオ第1放送、月 - 水曜日パーソナリティ）（2024年4月1日 - ）

## 過去の担当番組
鳥取放送局時代
- 鳥取県のニュース
- おはよう鳥取（キャスター：1996年度）
- ニュースネットワークとっとり（キャスター：1997年度）
- 因伯漫遊記（1998・1999年度）

和歌山放送局時代
- 和歌山県のニュース
- BSジュニアのど自慢（司会：2000・2001年度）西日本担当
- 天童よしみの人生劇場（司会：2001年度）

東京アナウンス室時代（1度目）
- 爆笑オンエアバトル（司会：2002年度）
- 日曜スタジオパーク（司会：2003年度）
- BS青春のポップス（2003年度）
- BSポップスコレクション（2003年度）
- ポップジャム（2003・2004年度・2007年3月16日）
- 今夜は恋人気分 〜とっておき夫婦物語〜（2004年度）
- お昼ですよ!ふれあいホール（2005年度上半期）
- ミュージック・エクスプレス（2006年度）
- きらり10代!（2006年度 - 2008年度）
- お宝TVデラックス（2007年1月 - 2009年3月7日）

※リニューアル前の週刊お宝TV（2006年4月 - 12月）から引き続いて担当
- 産地発!たべもの一直線（2007年度、2008年度）

広島放送局時代
- ふるさと発「ちゅうごく未来ビジョン」（2009年度）
- ぶち☆なま（2011年度）
- お好みワイドひろしま（キャスター：2010年度 - 2012年度）
- いのちのうた（2009年度 - 2012年度）

東京アナウンス室時代（2度目）
- 土曜スタジオパーク（MC：2013年4月 - 2015年3月）
- NHK歌謡コンサート（MC：2013年4月 - 2016年3月）

日本語センター時代
- ひるブラ（リポーター：2016年4月 - 2018年3月）
- ウワサの保護者会（司会：2015年4月 - 2020年3月）[4]
- 旬感☆ゴトーチ!（リポーター：2018年4月2日 - 2019年3月27日）

東京アナウンス室時代（3度目）　
- クローズアップ現代+（リポーター：2019年4月 - 2020年3月）

紅白歌合戦関連
- あなたが選ぶ思い出の紅白・感動の紅白 司会（NHK BS2、2001・2008年）
- 第53回NHK紅白歌合戦 審査員リポーター（2002年）
- 第54回NHK紅白歌合戦 白組司会（2003年）
- 第56回NHK紅白歌合戦「スキウタ〜紅白みんなでアンケート〜」PR大使（2005年）
- クイズ紅白歌合戦 司会（2008年12月16日）
- 第66回NHK紅白歌合戦 ラジオ中継（2015年）

単発・その他
- BS永遠の音楽大全集「アニメ主題歌大全集」（2005年、2006年）
- NHK大学ロボコン（2004年 - 2006年）
- アイデア対決・全国高等専門学校ロボットコンテスト（2006年）
- みんなのうた「これってホメことば?」（ことばおじさんとアナウンサーズ 2006年8・9月期）
- 歌謡チャリティーコンサート（2006年、2007年、2013年）
- 発見!コロンブスの卵（2007年1・3月）
- アジア新世代研究所（NHK BS1、2007年1・3月）
- 初笑い!オールスター昭和なつかし亭（NHK BS2、2007年 - 2011年）
- BSデジフォトまつり（NHK BS2、2007年11月から）
- 備えあれば映りよし 〜完全デジタル化まであと3年〜 スタジオ進行（2008年7月24日）
- 土曜時代劇『浪花の華〜緒方洪庵事件帳〜』町人役（2009年2月14日）『お宝TV』では時代劇体験をリポート
- ラジオデー 広げようラジオの魅力（2009年5月6日 ラジオ第1、当時広島局在籍だったため、出張の形で東京のスタジオから担当）
- わが心の大阪メロディー（2009年11月3日、上記同様大阪へ出張して担当）
- 広島地上デジタル放送推進協議会スポットCM（2009年度 - 2011年7月）

※2010年制作のものはNHKデジタルのサイトで公開されている（厳密には番組ではない）。
- 思い出のメロディー（司会）
  - 第46回（2014年8月9日）
  - 第48回（2016年8月27日）
- 英語で読む村上春樹 カンガルー日和（原文朗読・2016年5月15日 - 2016年5月29日  全3回）
- モーニング娘。まるっと20年スペシャル!（2018年3月31日 朗読[5]）
- いよいよスタート!BS4K BS8K 開局スペシャル （2018年12月1日 イタリアから生中継）
- ゆく時代くる時代〜平成最後の日スペシャル〜（2019年4月30日 第1部、2部のスタジオ進行）
- みんなの卒業式（2020年3月24日 ラジオ第1の進行）

名古屋放送局時代
- まるっと! (キャスター：2020年3月30日 - 2024年3月29日)
- 東海3県・東海北陸のニュース
- アニ×パラスペシャル（2021年8月13日 司会）
- 有田P おもてなす（2021年9月18日 爆笑オンエアバトル　一夜限りの復活）
- NHKナゴヤニューイヤーコンサート2024 （司会[注釈 1]：2024年1月20日、Eテレ）
- ～NHK名古屋テレビ放送70年～（司会[注釈 2]：2024年3月1日[6][7]）